# Selce (Krupina)
Selce (in ungherese Szelenc) è un comune della Slovacchia facente parte del distretto di Krupina, nella regione di Banská Bystrica.